# Consulat général d'Espagne à Bordeaux
Le consulat général d'Espagne à Bordeaux est une représentation consulaire du Royaume d'Espagne en France. Il est situé rue Notre-Dame, à Bordeaux, en Nouvelle-Aquitaine.